# Beata Sadowska
Beata Sadowska (Warschau, 22 juni 1974) is een Poolse televisiejournaliste en presentatrice. Nadat ze stage gelopen had bij Reuters en Voice of America ging ze aan de slag bij TVN. Later stapte ze over naar MTV Polen. Anno 2012 presenteert ze programma's op TVP2.